# IC 3679
IC 3679 је двојна звијезда у сазвјежђу Береникина коса која се налази на листи објеката дубоког неба у Индекс каталогу.
Деклинација објекта је + 22° 49' 6" а ректасцензија 12h 42m 11,4s.